# L.I.G.A (album)
L.I.G.A er titlen på det danske poporkester L.I.G.A's debutalbum. Det blev produceret hos det danske selskab RE:A:CH og udgivet af Universal Music Danmark d. 28. marts 2014.

## Spor
1. "Løb med" - (02:49)
2. "Skylder dig ik' noget" - (03:29)
3. "Julia" - (03:34)
4. "Den første gang" - (03:50)
5. "Rundt & rundt" - (03:58)
6. "Godthåbsvej" - (03:15)
7. "Drama" - (03:28)
8. "Fodspor" - (03:40)
9. "Paris 21" - (03:08)
10. "Kun for et øjeblik" - (05:07)
11. "Ruiner" - (03:47)